# Lechotice
Lechotice (en allemand : Lechotitz) est une commune du district de Kroměříž, dans la région de Zlín, en Tchéquie. Sa population s'élevait à 445 habitants en 2025.

## Géographie
Lechotice se trouve à 8 km au nord-ouest de Zlín, à 14 km à l'ouest de Kroměříž et à 244 km au sud-est de Prague.
La commune est limitée par Zahnašovice au nord, par Žeranovice à l'est, par Racková au sud-est et au sud, et par Mysločovice et Míškovice à l'ouest.

## Histoire
La première mention écrite du village date de 1342.

## Transports
Par la route, Lechotice se trouve à 11,5 km de Zlín, à 25,5 km de Kroměříž, à 85 km de Brno et à 290 km de Prague.